# Pjevalovac
Pjevalovac je naselje u sastavu Grada Dervente, Republika Srpska, BiH.  Bio je dio mjesne zajednice Bosanski Dubočac.

## Stanovništvo
Nacionalni sastav stanovništva 1991. godine, bio je sljedeći:
ukupno: 338
- Hrvati - 208
- Muslimani - 1
- Srbi - 108
- Jugoslaveni - 19
- ostali, neopredijeljeni i nepoznato - 2